# Philipp Wilhelm Jung
Philipp Wilhelm Jung (Nieder-Flörsheim, 16 settembre 1884 – Worms, 9 settembre 1965) è stato un politico tedesco membro dell'NSDAP.

## Biografia
Philipp Wilhelm Jung era il figlio dell'insegnante di scuola elementare Adam Jung e della moglie Katharina Weyerhäuser. Frequentò il liceo a Worms e dal 1906 studiò legge a Heidelberg, Monaco e Giessen. Quando ancora era studente, si unì nel 1903 alla confraternità Frankonia Heidelberg. Nel 1906 passo il primo esame di Stato e dopo che trovò impiego in uno studio legale il 9 dicembre 1912, superò anche il secondo esame di Stato per poi trovare lavoro come avvocato a Worms. Il 30 settembre 1911 sposò Stefanie Sofie Muxel a Heidelberg.

### Servizio militare
Fu arruolato nell'esercito tedesco nell'agosto 1914. Lavoro dapprima come macchinista nel Il reggimento di artiglieria da campo n. 30 di Baden. Successivamente fu aiutante di un distaccamento di artiglieria e di un comandante di artiglieria sul fronte occidentale. Verso la fine del 1916 e fino all'11 novembre 1918, data della fine della guerra, fu comandante di batteria. Per il suo servizio militare fu insignito delle croci di ferro, sia di prima che di seconda classe, e della decorazione d'onore generale dell'Assia.

### Adesione al nazismo
Dopo la guerra riprese a lavorare come avvocato. Nel 1926 fu eletto nel consiglio comunale di Worms. A partire dal 1927 fu l'avvocato difensore del futuro gauleiter del Saarpfalz Josef Bürckel, nonché un membro delle SA in cui divenne successivamente capo di brigata. Nel 1930 aderì ufficialmente al partito nazista e nel 1931 divenne capo sezione a Worms.
Nel 1931 fu eletto al parlamento dell'Assia, dove fu capo gruppo del partito nazista dal 1931 al 1933.

### Durante il Terzo Reich
Dopo che i nazisti attuarono la Machtergreifung, ossia la presa del potere, Jung divenne presidente del parlamento dell'Assia nel 1933. Dopo che il sindaco di Magonza Wilhelm Ehrhard fu rimosso dai nazisti, di cui era un acceso oppositore, il 26 marzo 1933, Jung ottenne la sua carica ad interim. Come sindaco della città, fece rimuovere il Monumento alla Liberazione da piazza Schiller. A maggio fu sostituito da Robert Barth.
Jung fu membro del Consiglio di Stato dal marzo 1933 e il 20 settembre successivo fu nominato presidente (in tedesco Ministerpräsident) dello Stato popolare dell'Assia, sostituendo Ferdinand Werner. Jung rimase in carica fino al 1º marzo 1935, quando il «Governatore del Reich dello Stato popolare dell'Assia» Jakob Sprenger lo sostituì.
Fu poi presidente del circondario del Saarpfalz prima di essere nominato il 16 maggio 1940 sindaco di Vienna. Ottenne ufficialmente la carica il 14 dicembre successivo sostituendo Hermann Neubacher e la mantenne fino al 30 dicembre 1943 quando fu sostituito da Hanns Blaschke. Durante i suoi anni da sindaco di Vienna entrò in conflitto con il gauleiter Baldur von Schirach. Dopo la sua rimozione, Jung chiese il trasferimento come ufficiale al fronte, ma ciò non avvenne e delle sue attività fino alla fine della guerra non si sa nulla.

### Denazificazione e dopoguerra
Dopo la fine della guerra, Philipp Wilhelm Jung e sua moglie furono imprigionati nel campo di Kornwestheim ei loro beni furono congelati. Sua moglie fu rilasciata dal campo con l'amnistia di Natale il 12 novembre 1947 e lui uscì dal campo il 17 giugno 1948. La commissione che lo indagò per possibili reati in relazione alla sua adesione al nazismo non trovò in lui crimini notevoli, classificandolo come «criminale minore».
Dopo che lo Stato dell'Assia si rifiutò di pagargli una pensione come consigliere di governo, Jung portò la questione davanti al tribunale amministrativo di Darmstadt. Il processo si concluse con un accordo in cui lo Stato veniva obbligato a pagare la pensione.
Il 5 luglio 1950 il congelamento dei beni fu revocato 1950. Con la decisione della Corte d'Onore dell'Ordine degli Avvocati di Francoforte del 16 maggio 1951 Jung fu nuovamente ammesso alla professione di avvocato e notaio e svolse tale professione a Wald-Michelbach.